# Puliciphora matheranensis
Puliciphora matheranensis är en tvåvingeart som beskrevs av Charles Thomas Brues 1907. Puliciphora matheranensis ingår i släktet Puliciphora och familjen puckelflugor. Inga underarter finns listade i Catalogue of Life.